# Anna Faris
Anna Kay Faris, född 29 november 1976 i Baltimore, Maryland, är en amerikansk skådespelare.
Hon slog igenom i sin komiska roll som Cindy Campbell i de fyra Scary Movie-filmerna.

## Biografi

### Tidiga åren
Faris föddes i Baltimore, Maryland i USA, dotter till Karen och Jack Faris. Tillsammans med sin bror Bob växte hon upp i Edmonds, Washington, norr om Seattle. Hennes föräldrar uppmuntrade henne att satsa på en skådespelarkarriär redan som ung. Hon gjorde sin första professionella föreställning som nioåring vid Seattle Repertory Theater. Efter att ha gått ut Edmonds Woodway High School studerade hon engelsk litteratur vid University of Washington.

### Filmkarriär
Hennes första betydande roll i en film var i Lovers Lane (1999). Hennes genombrott kom i och med komedifilmen Scary Movie (2000), och fick mer popularitet efter den återkommande rollen som Erica i sista säsongen av tv-serien Vänner. Hon har även medverkat i den kritikerrosade filmen Lost in Translation (2003), där hon spelade en skådespelerska som marknadsförde den fiktiva actionfilmen Midnight Velocity.
Faris medverkade i filmen Waiting... (2005), med Ryan Reynolds och Justin Long. Samma år sågs hon återigen med Reynolds i Just Friends, där hon hade en biroll som popdiva-sångerskan Samantha James. Faris roll som Lashawn Malone i Brokeback Mountain (2005) gav henne uppmärksamhet av en bredare tittarskara och hennes karaktär i filmen parodierades av flera på internet. Tillsammans med Uma Thurman och Luke Wilson hade hon huvudrollen i filmen Mitt super-ex (2006). År 2025 uppgav hon att inspelningen av komedifilmen The House Bunny var en av de mest glädjefyllda hon haft i filmvärlden. Mellan 2013 och 2020 spelade hon huvudrollen i humorserien Mom.

### Privatliv
2004 gifte sig Anna Faris med skådespelaren Ben Indra som hon mötte under inspelningen av Lovers Lane. I april 2007 ansökte hon om skilsmässa. 2009 gifte hon om sig med skådespelaren Chris Pratt och 2012 föddes parets son. Faris och Pratt skildes 2018. Sedan 2021 är hon gift med filmfotografen Michael Barrett.
Hennes hus brann upp i bränderna i Los Angeles 2025.

## Filmografi
| År        | Titel                            | Roll                | Info                |
| --------- | -------------------------------- | ------------------- | ------------------- |
| 1991      | Deception: A Mother's Secret     | Liz                 |                     |
| 1996      | Eden                             | Dithy               |                     |
| 1999      | Lovers Lane                      | Jannelle Bay        |                     |
| 2000      | Scary Movie                      | Cindy Campbell      |                     |
| 2001      | Scary Movie 2                    | Cindy Campbell      |                     |
| 2001      | May                              | Polly               |                     |
| 2002      | The Hot Chick                    | April               |                     |
| 2003      | Winter Break                     | Justine             |                     |
| 2003      | Lost in Translation              | Kelly               |                     |
| 2003      | Scary Movie 3                    | Cindy Campbell      |                     |
| 2004      | Vänner                           | Erica               | TV-serie, 5 avsnitt |
| 2005      | Southern Belles                  | Belle Scott         |                     |
| 2005      | Brokeback Mountain               | Lashawn Malone      |                     |
| 2005      | Waiting...                       | Serena              |                     |
| 2005      | Just Friends                     | Samantha James      |                     |
| 2006      | Scary Movie 4                    | Cindy Campbell      |                     |
| 2006      | Mitt super-ex                    | Hannah Lewis        |                     |
| 2007      | Smiley Face                      | Jane F.             |                     |
| 2007      | Entourage                        | Sig själv           | TV-serie, 3 avsnitt |
| 2007      | Mama's Boy                       | Nora Flannagan      |                     |
| 2008      | The House Bunny                  | Shelley Darlingson  |                     |
| 2009      | Alvin och gänget 2               | Jeanette Miller     | Röst                |
| 2010      | Yogi Bear                        | Rachel Johnson      |                     |
| 2011      | Take Me Home Tonight             | Wendy Franklin      |                     |
| 2011      | What's Your Number?              | Ally Darling        |                     |
| 2011      | Alvin och gänget 3               | Jeanette Miller     | Röst                |
| 2012      | The Dictator                     | Zoey                |                     |
| 2013      | Movie 43                         | Julie (aka Vanessa) |                     |
| 2013      | I Give it a Year                 | Chloe               |                     |
| 2013–2020 | Mom                              | Christy             | TV-serie            |
| 2014      | 22 Jump Street                   | Anna                |                     |
| 2015      | Alvin och gänget: Gasen i botten | Jeanette Miller     | Röst                |
| 2016      | Keanu                            | Sig själv           |                     |
| 2017      | The Emoji Movie                  | Rebella             | Röst                |